# Armée Khalid ibn al-Walid
Ne doit pas être confondu avec Khalid ibn al-Walid.
L'Armée Khalid ibn al-Walid (en arabe : جيش خالد بن الوليد, Jaysh Khalid ibn al-Waleed) est un groupe armé terroriste, salafiste et djihadiste, pendant la guerre civile syrienne. Faisant partie de l'État islamique, il était actif de 2016 à 2018, dans le sud de la Syrie, et le long de la frontière israélo-syrienne, sur le plateau du Golan,.

## Histoire

### Fondation
Le 21 mai 2016, une partie du Harakat al-Muthanna, la Brigade des martyrs de Yarmouk et le Jaych al-Jihad se rassemblent pour former l'Armée Khalid ibn al-Walid,,.

### Affiliation
Le groupe est affilié au groupe État islamique (EI).

### Dissolution
À la suite de l'offensive menée par le régime syrien, entre le 19 juin et le 2 août 2018, dans les gouvernorats de Deraa et de Qouneitra, l'Armée Khalid ibn al-Walid ne contrôle plus aucun territoire.

## Effectifs et commandement
Le 18 octobre 2016, le premier commandant de l'Armée Khalid ibn al-Walid, Abou Hachem al-Idlibi, est tué dans un attentat à la bombe contre sa voiture à proximité de Jamla (en). Des purges s'opèrent alors au sein de la direction du mouvement. D'anciens cadres de la brigade des martyrs de Yarmouk sont arrêtés, torturés et contraints d'avouer face caméra leur implication dans cet assassinat,,. Reconnus coupables de trahison et de meurtre, ils sont condamnés à mort pour apostasie par le juge (qadi) du tribunal islamique de l'organisation, Abou Ali Saraya. Le verdict est ratifié le 1er juin 2017 par le gouverneur (wali) de la province de Damas (Wilayat Dimashq) de l'État islamique, Abd al-Hayy al-Mouhajir, et exécuté peu de temps après,,. Début 2018, l'État islamique envoie Abou Ali al-Safadi dans les territoires contrôlés par l'Armée Khalid ibn al-Walid pour en faire l'une de ses provinces : la province de Hauran (Wilayat Hawran). En effet, jusque-là négligés de par leur isolement et leur faible superficie, ils constituent désormais l'une des six dernières poches  que l'État islamique tient en Syrie avec celles de Yarmouk, de Souroudj (en), de la Badiya, de Hajine et de Tell Safouk (en). Arrivé dans le bassin du Yarmouk, l'une des premières décisions d'Abou Ali al-Safadi consiste à demander la révision du procès des cadres de la brigade des martyrs de Yarmouk exécutés l'année précédente. Le réexamen de cette affaire est confié au Saoudien Abou Abdoullah al-Jazrawi (successeur d'Abou Ali Saraya à la tête du tribunal islamique de l'Armée Khalid ibn al-Walid), qui statue sur l'innocence de l'ensemble des accusés le 22 avril 2018 aux motifs que leurs aveux se contredisent entre eux et qu'ils ont été formulés selon les instructions des inspecteurs qui les ont obtenus par la torture. Abou Ali Saraya, qui avait rendu le verdict en première instance, est exécuté en application de la loi du talion peu de temps avant la chute de Nafa'ah en juillet 2018.
Le 23 octobre 2016, Abou Mohammed al-Maqdisi remplace Abou Hachem al-Idlibi à la tête de l'Armée Khalid ibn al-Walid. Sa nomination est annoncée le 3 novembre 2016. Il est tué avec treize autres dirigeants de l'organisation dans le bombardement du tribunal islamique d'Al-Shajara (en) par la coalition anti-EI dans la nuit du 6 au 7 juin 2017,,,. Abou Hachem al-Rifa'i lui succède brièvement avant d'être tué à son tour dans un attentat à la bombe le 28 juin 2017. Son successeur, Abou Taym Inkhil, est tué le 17 août 2017 dans un nouveau bombardement du tribunal islamique qui entraîne cette fois sa destruction complète et la mort d'une trentaine de personnes, dont 17 à 27 civils qui étaient pour beaucoup retenus prisonniers dans les geôles du bâtiment,.
En octobre 2017, les effectifs de l'Armée Khalid ibn al-Walid sont évalués à 1 200 hommes par l'Observatoire syrien des droits de l'homme (OSDH).

## Actions
Le 24 novembre 2016, l'Armée Khalid ibn al-Walid lance une attaque surprise contre un point de contrôle de l'Armée syrienne libre sur la route reliant Ain Thakar à Tasil, tuant cinq à six de ses combattants (dont au moins quatre sont décapités),.
Du 20 à 28 février 2017, l'Armée Khalid ibn al-Walid mène l'offensive de Tasil, qui lui permet d'accroitre son territoire de 108 km2 en conquérant Cheikh Hussein, Sahem al-Joulane, Tasil, Tell Jamou' (arz), Adwane (en), Kafr Tamir, Jaline (en) et Nahr al-Harir,,.
Le 11 août 2017, l'Armée Khalid ibn al-Walid envoie Abou Hajar al-Ansari se faire exploser dans le dortoir d'un camp d'entraînement de Jaych al-Islam à Nassib (en), tuant une trentaine de personnes et en blessant une quarantaine. Le 14 août, l'Armée Khalid ibn al-Walid revendique la responsabilité de l'attentat-suicide dans les termes suivants : « Dans une opération de sécurité dont Allah a facilité les causes, le frère martyr Abou Hajar al-Ansari s'est infiltré dans l'un des bastions de l'Armée de l'islam apostate dans la ville de Nassib, ce qui a entraîné la mort de plus de 25 apostats et un grand nombre de blessés. ».